# Pedioplanis
Pedioplanis is een geslacht van hagedissen uit de familie echte hagedissen (Lacertidae).

## Naam en indeling
De wetenschappelijke naam van de groep werd voor het eerst voorgesteld door Leopold Fitzinger in 1843. De soorten behoorden lange tijd tot het geslacht Lacerta, waardoor de oude namen in de literatuur nog worden gebruikt. Er zijn dertien soorten, waarvan er twee pas in 2012 wetenschappelijk zijn beschreven.

## Levenswijze
De hagedissen worden zandhagedissen genoemd, ze leven op de bodem in droge omgevingen en kunnen zeer snel rennen. Het zijn smalle hagedissen met een lange staart en lange tenen. De vrouwtjes zetten eieren af op de bodem.

## Verspreiding en habitat
De soorten komen voor in delen van zuidelijk Afrika en leven in de landen Angola, Botswana, Lesotho, Namibië en Zuid-Afrika. Veel soorten zijn endemisch en komen slechts in een enkel land voor. De habitat verschilt enigszins per soort, de hagedissen komen voor in scrubland, savannes, graslanden en woestijnen.

## Beschermingsstatus
Door de internationale natuurbeschermingsorganisatie IUCN is aan drie soorten een beschermingsstatus toegewezen. De soorten worden beschouwd als 'veilig' (Least Concern of LC).

## Soorten
Het geslacht omvat de volgende soorten, met de auteur en het verspreidingsgebied.
| Naam                      | Auteur                                  | Verspreidingsgebied            |
| ------------------------- | --------------------------------------- | ------------------------------ |
| Pedioplanis benguelensis  | Bocage, 1867                            | Angola, Namibië                |
| Pedioplanis breviceps     | Sternfeld, 1911                         | Namibië                        |
| Pedioplanis burchelli     | Duméril & Bibron, 1839                  | Lesotho, Zuid-Afrika           |
| Pedioplanis gaerdesi      | Mertens, 1954                           | Namibië                        |
| Pedioplanis haackei       | Conradie, Measey, Branch & Tolley, 2012 | Angola                         |
| Pedioplanis huntleyi      | Conradie, Measey, Branch & Tolley, 2012 | Angola                         |
| Pedioplanis husabensis    | Berger-Dell’Mour & Mayer, 1989          | Namibië                        |
| Pedioplanis inornata      | Roux, 1907                              | Namibië, Zuid-Afrika           |
| Pedioplanis laticeps      | Smith, 1849                             | Namibië, Zuid-Afrika           |
| Pedioplanis lineoocellata | Duméril & Bibron, 1839                  | Botswana, Namibië, Zuid-Afrika |
| Pedioplanis namaquensis   | Duméril & Bibron, 1839                  | Botswana, Namibië, Zuid-Afrika |
| Pedioplanis rubens        | Mertens, 1954                           | Namibië                        |
| Pedioplanis undata        | Smith, 1838                             | Namibië, Zuid-Afrika           |